# ازران
آذران، روستایی از توابع بخش برزک شهرستان کاشان درایران است.

## زبان
گویش مردم زبان زبان راژی از شاخه زبان‌های ایرانی مرکزی است.

## جمعیت
این روستا در دهستان گلاب قرار دارد و براساس سرشماری مرکز آمار ایران در سال ۱۳۸۵، جمعیت آن ۱٬۰۱۷ نفر (۲۹۲ خانوار) بوده است.